# ישראל.
De domeinnaamextensie ישראל is de Hebreeuwse vorm van de domeinnaamextensie voor Israël. Als de aanvraag door het Israel Internet Association (ISOC-IL) wordt goedgekeurd, dan zal de domeinnaamextensie worden doorgerouteerd naar .il